# とびしま (掃海艇)
とびしま（ローマ字：JS Tobishima, MSC-678）は、海上自衛隊の掃海艇。うわじま型掃海艇の7番艇。艇名は飛島に由来する。

## 艦歴
「とびしま」は、平成4年度計画掃海艇378号艇として、日本鋼管鶴見製作所で1993年6月22日に起工され、1994年8月30日に進水、1995年3月10日に就役し、第1掃海隊群第23掃海隊に編入され、呉に配備された。
1997年3月19日、隊番号の改正により第23掃海隊が第3掃海隊に改称。
2000年3月13日、掃海部隊の改編により、掃海隊群第1掃海隊（呉）に編入。
2003年3月18日、舞鶴地方隊第44掃海隊に編成替え。
2010年6月24日、大湊地方隊函館基地隊第45掃海隊に編成替え。
2011年3月11日、発生した東日本大震災の災害派遣に参加。4月9日午後1時に宮古市田老漁港南側の捜索救難を実施した。
2012年2月1日から2月8日、伊勢湾で対機雷戦訓練に参加。
同年4月15日、陸奥湾で墜落した第25航空隊所属SH-60Jの捜索に参加。
2014年5月12日、除籍。